# Acubens
Acubens (Alfa del Cranc / α Cancri) és un sistema estel·lar situat a la constel·lació del Cranc el nom del qual deriva de la paraula àrab الزبانى Az-Zubana que significa «pinça» -del cranc-. Sertan o Sartan són noms utilitzats també per designar a aquest sistema. De magnitud aparent +4,25 és sols el quart estel més brillant de Càncer pese a posseir la denominació de Bayer alfa. S'hi troba a 174 anys llum del sistema solar.
La component principal del sistema, Acubens A, és al mateix temps un estel binari —la duplicitat descoberta per ocultació per la Lluna— les components de la qual estan separades 0,1 segons d'arc. Les dues són estrelles pràcticament idèntiques, presumiblement estels blancs de la seqüència principal de tipus Am; la m indica que són estels amb línies metàl·liques. Cadascun dels estels és 23 vegades més lluminós que el Sol amb una massa que duplica la massa solar.
A 11 segons d'arc, Acubens B s'hi pot veure com un estel de magnitud 12. Al mateix temps és un sistema binari del que gens se sap excepte la seva duplicitat. Si les dues components de Acubens B són iguals, poden ser dues nanes vermelles tènues. Acubens A i Acubens B s'hi troben separades almenys 600 ua.